# 雅什·曹帕拉
雅什·曹帕拉（英語：Yash Chopra，1932年9月27日—2012年10月21日），印度著名电影导演和製片人。他主要活跃于宝莱坞电影界，是雅什－拉吉影片公司的创办人。
他曾經六次赢得印度國家電影獎和八次获得印度電影觀眾獎殊荣。他的电影作品风格均为以女主角为主的爱情电影。2005年，曹帕拉获得由印度政府颁发的莲花装勋章，2006年成为首位来自印度英国电影和电视艺术学院的终身会员。
雅什·曹帕拉执导的知名电影包括：《Waqt》、《Deewaar》、《Kabhi Kabhie》、《Chandni》、《Lamhe》、《Dil To Pagal Hai》、《爱无国界》和《Jab Tak Hai Jaan》等。